# EdV Garden

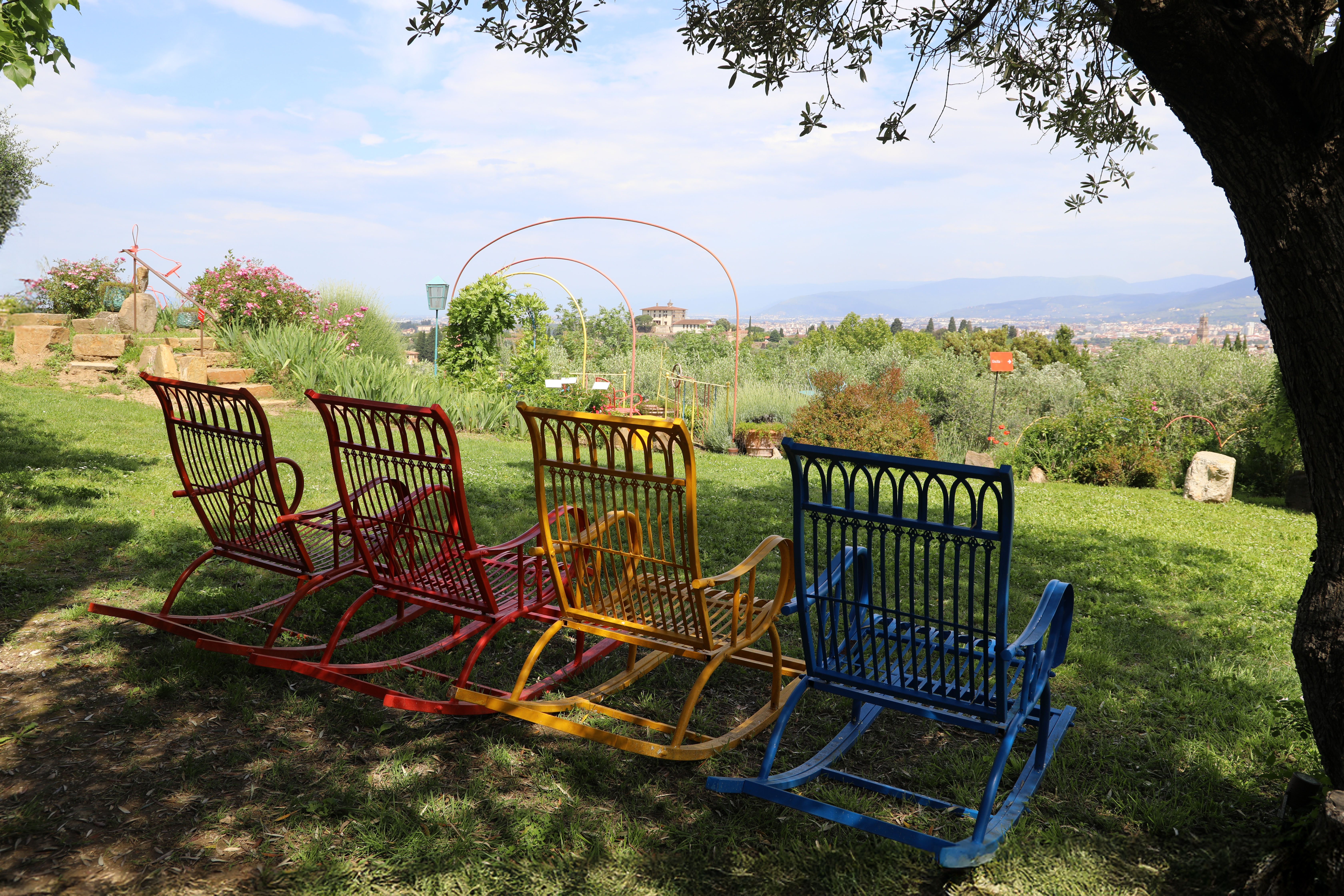
Il belvedere

EdV Garden - A garden with a view è un giardino privato di Firenze, situato nella zona del piazzale Michelangelo (con accesso dal Passo dell'Erta); è stato aperto al pubblico nel 2021, costituendo un raro esempio di paesaggismo contemporaneo visitabile in città.

## Storia e descrizione
L'artista e paesaggista Alice Esclapon de Villeneuve (con le cui iniziali del cognome è stato intitolato il giardino), iniziò a occuparsi del terreno agricolo che sorgeva presso la sua abitazione negli anni 1990, in occasione della nascita di sua figlia Serle. Questo terreno era occupato da oliveto appoggiato su un finto bastione progettato da Giuseppe Poggi al tempo della realizzazione del viale dei Colli (come raccordo con la salita del passo dell'Erta che conduce alla collina di San Miniato al Monte) e affacciato panoramicamente su Firenze e sul parco della Rimembranza di San Miniato al Monte. 
Gradualmente, il progetto si è arricchito negli anni di ventisei installazioni, che narrano in maniera simbolica la biografia dell'artista e il suo rapporto con la figlia, su un'area complessiva di circa 6600 m². Oltre all'approccio contemporaneo al paesaggio, nel pieno rispetto dell’ambiente e della biodiversità, sono state sviluppate tecniche all'avanguardia per garantire la sostenibilità del progetto, come il riciclo delle acque e il riutilizzo delle pacciamature per creare compost. 
Tra le principali installazioni ci sono la "torre dei Susini", sul bastione, la "Fontana delle Gocce inesistenti" (una fontana a casacata, che ricorda i giochi d'aqua dei giardini barocchi), l'"Anfiteatro dell'Ananas", la "Strana Casa del Signor T" (una vera e propria architettura verde), la "Nave del Gatto Blu", ecc.